# Metacriatividade
Metacriatividade é um termo criado para designar a criatividade do supra-sensível.
Estuda a essência metafísica do artista, ou seja, o conhecimento geral e abstrato a respeito do mecanismo de criação. Sutileza ou transcendência das ferramentas criativas.
É também usado em Role Playing Games (RPG) para definir um determinado poder de uma personagem, como criar objetos ou criaturas "do nada".